# Lilásperemű pókhálósgomba
A lilásperemű pókhálósgomba (Cortinarius arcuatorum) a pókhálósgombafélék családjába tartozó, Európában honos, lomberdőkben élő, nem ehető gombafaj. 

## Megjelenése
A lilásperemű pókhálósgomba kalapja 5-12 cm széles, alakja eleinte domború, idősen laposan kiterül. Színe narancsbarna, okkerbarna vagy húsbarna, rózsaszín-lila árnyalattal; peremén gyakran megtalálhatók a halványlilás vélummaradványok. Felszíne nedves időben nyálkás. 
Húsa vastag, színe fehér, a kalap közepén halványsárgás-halványlilás. Szaga gyenge, édeskés-gyümölcsös, íze keserű. 30%-os kálium-hidroxiddal rózsaszínes-piros színreakciót ad.  
Igen sűrű lemezei tönkhöz nőttek. Színük fiatalon halványlila, majd lilásbarna, idősen rozsdabarna.
Tönkje 4-11 cm magas és 1-2 cm vastag. Alakja hengeres, tövén élesen elkülönülő gumóval. Színe fehéres vagy okkeres, idősen rozsdabarna lehet a spóráktól. 
Spórapora rozsdabarna. Spórája mandula vagy citrom alakú, közepesen vagy durván szemölcsös, mérete 9-12 x 6-7 μm. 

### Hasonló fajok
A foltos pókhálósgomba, az ibolyáskék pókhálósgomba, az ánizsszagú pókhálósgomba, az elegáns pókhálósgomba hasonlít hozzá. 

## Elterjedése és termőhelye
Közép- és Észak-Európában honos. 
Lombos erdőkben található meg, általában tölgy, bükk, gyertyán vagy mogyoró alatt. A meszes talajt preferálja. Augusztustól októberig terem. 
Nem ehető. 